# FIRKA
A FIRKA (Fizika, InfoRmatika, Kémia Alapok) az Erdélyi Magyar Műszaki Tudományos Társaság 1991-ben létesített folyóirata iskolások számára. Első főszerkesztője Zsakó János vegyészprofesszor. A lapnak hasonló szerepet szántak, mint a kolozsvári Matematikai Lapoknak. A folyóirat jelenleg tanévenként 4 számban jelenik meg, és minden száma megtalálható letölthető formában a társaság honlapján.
Jeles természettudósokból álló szerkesztőbizottság segíti a lap munkáját.

## Főszerkesztők
- Zsakó János 1991–1996
- Zsakó János és Puskás Ferenc 1996–2001
- Puskás Ferenc 2001–2014
- Kása Zoltán 2014–

## Rovatvezetők
- Karácsony János
- Kovács Lehel-István
- Majdik Kornélia (2019-ig Máthé Enikő)

## Külső hivatkozások
- OSZK archívum